# Manuel Fernández López (sindicalista)
Manuel Fernández López 'Lito' (Mieres, 8 de junio de 1947 - Oviedo, 27 de junio de 2014) fue un sindicalista español, presidente de la Federación Estatal de Metal, Construcción y Afines de la Unión General de Trabajadores (MCA-UGT) y presidente de la Fundación Anastasio de Gracia - FITEL. Opositor de Cándido Méndez para la secretaría general del sindicato en el congreso extraordinario de 1995. Ganó Méndez por un estrecho margen de votos.
Era Experto Sociolaboral por la UNED y cursó estudios de Derecho en la Universidad de Oviedo. Fue presidente de Metal, Construcción y Afines de UGT (MCA-UGT), Federación de Industria, y de la Fundación Anastasio de Gracia-FITEL. Era vicepresidente de la Fundación Laboral de la Construcción (FLC), de la Fundación para la Formación, la Cualificación y el Empleo del Sector del Metal (FMF), y de la Fundación Laboral de la Madera y el Mueble (FLMM).
Trabajador de ArcelorMittal (antigua Ensidesa), fue secretario de Organización de la Sección Sindical de UGT en la factoría de Veriña (Asturias) de dicha empresa, cargo que también desempeñó posteriormente en la Unión Comarcal de UGT-Gijón y en la Unión Regional de UGT-Asturias. El 22 de octubre de 1988 fue nombrado secretario general de la Federación Estatal Siderometalúrgica de UGT, cargo para el que fue reelegido en los congresos de 1990, 1994 y 1996. Posteriormente, con motivo del Congreso de Fusión entre las Federaciones de Metal y de la Federación de Construcción, Madera y Afines de UGT, en 1998, fue elegido secretario general de MCA-UGT, Federación de Industria, responsabilidad que fue desempeñando desde entonces y en sucesivos congresos hasta el 26º Congreso Federal de octubre de 2013, en el que le sustituyó en el cargo Carlos Romero González y en el que fue nombrado presidente. La Federación del Metal, Construcción y Afines (MCA-UGT) fue una de las de mayor peso dentro de la Unión General de Trabajadores, hoy sus secciones están integradas en la Federación de Industria, Construcción y Agro (FICA-UGT). 
Fue Vicepresidente de la Federación Europea de Metalúrgicos (FEM), hoy denominada IndustriAll Europe, de la que era miembro de su Comité Ejecutivo, y formó parte del mismo órgano de la Federación Internacional Trabajadores Industrias Metalúrgicas (FITIM), hoy IndustriAll Global Union. También fue consejero de Aceralia, Arcelor y Arcelor Mittal.
Fue miembro de la Comisión Ejecutiva de la Federación Socialista Asturiana y diputado regional en Asturias por el PSOE en las dos primeras legislaturas. En el momento de su muerte era miembro del Comité Federal del PSOE y fue miembro del Comité Confederal de la UGT desde 1979.
Falleció el 27 de junio de 2014 67 años, en el Hospital Universitario Central de Oviedo.